# Strepsodus
Strepsodus — рід ризодонтових лопатеперих риб, що жили протягом усього кам'яновугільного періоду. Скам'янілості були знайдені в східній Канаді, Великобританії (Англія і Шотландія) і Квінсленді, Австралія; невизначені види Strepsodus також були знайдені в пізніх девонських відкладеннях Туреччини, Ірану та Колумбії. Велика особина вимірюється довжиною до 3.5 метрів.